# Església de Nuestra Señora del Rosario
Nuestra Señora del Rosario és un temple catòlic, seu parroquial, a la plaça de l'Església del nucli poblacional d'Azaila, a la comarca de Baix Martín (província de Terol, Espanya).
Es tracta d'un temple de nau única, separada en quatre crugies per arcs torals de mig punt que se sustenten en pilastres adherides als murs laterals de la mateixa i que passen de quadrat a octògon per mitjà de petxines; i coberta per una volta de mig canó. La seva fàbrica és de maçoneria i maó.
En la seva planta destaca la presència d'una capçalera, que es cobreix amb una volta de cambra d'esfera i que a banda i banda de la nau única s'obren capelles laterals. A més hi ha un cor alt als peus de la planta.
La il·luminació interior s'aconsegueix gràcies a l'existència de llunetes rectangulars al llarg de la nau única, als quals cal afegir dos petits òculs que s'obren en la façana.
Es conserva al seu lloc l'altar major original, que és al segon tram de la nau, en una capella que s'obre del costat de l'epístola entre els contraforts. Es tracta d'una taula d'altar, realitzada a força de dipositar tres bancs en reducció, els suports de la qual són dos parells de columnetes que es rematen en uns capitells vegetals amb bulbs en les cantonades. Com a decoració sobre els extrems l'últim banc hi ha dos canelobres realitzats en el mateix material constructiu. El sagrari forma part del conjunt. Es tracta d'un sagrario a tres altures amb porta de bronze amb iconografies que presenten a dos herbívors bevent aigua d'un toll alimentat per set deus que brollen d'una estructura semblant a l'altar presidida des de l'alt per una Sagrada Forma cruciforme. El sagrari es remata en un templet a manera de baldaquí, sobre quatre esveltes columnes i cobert per una cúpula hemisfèrica.
L'Església presenta a més un campanar de cinc cossos, dels quals els tres primers, començant pel més baix són de planta quadrada, mentre que els dos últims, superiors es realitzen en planta octogonal. Com en la resta del temple està construït en maçoneria i maó. Les dues antigues finestres de mig punt bessones, que s'obren en el cos inferior, fan pensar en una construcció anterior, igual que l'ús dels dos materials, ja que l'ús del maó s'inicia en acabar aquest cos, encara que es reserva únicament per a les cantonades en el segon i tercer tram, mentre que al quart i cinquè, de planta octogonal el maó és el material únic de construcció. En aquests últims trams s'obren allargades obertures de mig punt i òculs, respectivament.
Respecte a la façana principal, destaca per la seva senzillesa amb una senzilla portada de mig punt de carreu, sobre la qual apareix en primer lloc l'escut del Ducat d'Híxar, fet que reforça la teoria que l'església es va construir gràcies a l'aportació econòmica dels Ducs d'Híjar; una fornícula flanquejada en forma de templet en la qual s'instal·la una imatge de la Verge amb el Nen, posterior a la guerra del 36, ja que durant el conflicte bèl·lic es van destruir pràcticament totes les imatges de l'església tant interiors com exteriors, que es troba flanquejada per dos òculs, que se situarien en el cor alt.